# Aeropuerto de Phu Cat
El Aeropuerto Phu Cat  (Sân bay Phu Cat) está localizado en  Quy Nhon, Vietnam. Este aeropuerto tiene una pista de aterrizaje de 3000m x 45 m (asfalto), capaz para servir un avión de gama media como Boeing 737, Airbus A321.

## Aerolíneas y destinos
- Vietnam Airlines (Ciudad Ho Chi Minh) (Aeropuerto internacional de Tan Son Nhat)
- Vietnam Airlines (Hanoi) (Aeropuerto internacional de Noi Bai)
- Vietnam Airlines (Ciudad Ho Chi Minh) (Aeropuerto internacional de Da Nang)